# Štáblovice
Štáblovice (in tedesco Stablowitz) è un comune della Repubblica Ceca facente parte del distretto di Opava, nella regione della Moravia-Slesia.